# Gunnar Adamsson
Gunnar Adamsson var en svensk fotbollsspelare (centerhalv) som representerade Gais i allsvenskan säsongen 1942/1943. 
Adamsson kom från klubbens B-lag och gick våren 1943 in som ersättare för Gais tidigare centerhalv Gustaf Andersson, som hade slutat. Adamsson gjorde dock ingen större lycka i A-laget och spelade bara sammanlagt 10 seriematcher för föreningen (inga mål) under våren 1943.